# فینال جام باشگاه‌های اروپا ۱۹۶۸
فینال جام باشگاه‌های اروپا ۱۹۶۸، رقابت پایانی جام باشگاه‌های اروپا در سال ۱۹۶۸ میلادی است که مابین دو تیم باشگاه فوتبال منچستر یونایتد و باشگاه فوتبال بنفیکا در ورزشگاه ومبلی ، لندن برگزار شده‌است.
این مسابقه که در تاریخ ۲۹ مه ۱۹۶۸ انجام شده‌است با نتیجه ۴ بر ۱ به سود تیم باشگاه فوتبال منچستر یونایتد به پایان رسید.